# Cornelis Hoekwater
Cornelis Hoekwater (Delft, 1 november 1801 - Delft, 1 juli 1877) was een glasfabrikant en conservatief politicus uit Delft.
Cornelis Hoekwater was een zoon van de glasfabrikant en lid van de Delftse stedelijke raad Adriaan Jan Hoekwater en Cornelia Maas. Hij volgde de Franse school en Latijnse school, en was medewerker bij een notariskantoor en wijnkoper voor hij net als zijn vader de glasmakerij inging. Vanaf 1829 was hij lid van de glasblazerij Boerstra in Delft, waar hij van 1830 tot 1868 directeur-vennoot was. In 1824 trouwde hij met Anne Marie Cornelia Kuijper (geboren op 2 juni 1802 in Amsterdam), met wie hij twee zoons en twee dochters kreeg. Eén zoontje en één dochtertje stierven op heel jonge leeftijd. Zijn vrouw overleed op 37-jarige leeftijd op 7 juni 1839.
Van 1841 tot 1867 was Hoekwater gemeentesecretaris en burgemeester van Hof van Delft, de westelijke randgemeente van Delft, en daarnaast ook van Groeneveld tot diens fusie in 1855 met Hof van Delft. Van 1850 tot 1853 was hij lid van de Provinciale Staten van Zuid-Holland, en tussen 1853 en 1868 was hij voor het kiesdistrict Delft afgevaardigde in de Tweede Kamer der Staten-Generaal. Daar stelde hij zich conservatief op, en sprak hij enkele malen over visserij, handel en onderwijs. Hij stemde in de regel tegen afschaffing van accijnzen en pogingen om te komen tot een inkomstenbelasting, en stemde tegen de koloniale begrotingen van liberale ministeries en de gemeentewet. In 1868 was hij geen kandidaat om herkozen te worden.
Naast zijn primaire werkzaamheden vervulde Hoekwater diverse nevenfuncties; zo was hij directeur van de Delftse afdeling van het doofstommeninstituut, kapitein van de schutterij en hoofdingeland van de drooggemaakte polder van Nootdorp en president-kerkvoogd van de Nederlandse Hervormde Gemeente te Delft.